# Краснодарска Покрајина
Краснодарски Покрајина (рус. Краснодарский край), незванично позната и само као Кубањ (рус. Кубань), конститутивни је субјект Руске Федерације и један од девет федералних субјеката са статусом покрајине (рус. край). Налази се на крајњем југозападу европског дела Русије на подручју Јужног федералног округа.
Краснодарска Покрајина се налази на крајњем југозападу европског дела Русије, у геополитичкој области познатој као Северни Кавказ. Излази на обале Црног и Азовског мора и један је од тек 4 субјекта Федерације који има излаз на ове акваторије, док су на југу покрајине високи врхови Великог Кавказа. Река Кубањ која протиче централним делом покрајине дели Краснодарски крај на равничарски север и планински југ. Граничи се са три федералне републике, Кримом на западу, Карачајево-Черкезијом на југоистоку и Адигејом која се у виду енклаве налази унутар јужних делова покрајинске територије, Ростосвком облашћу на северу и Ставропољским крајем на истоку. Јужна граница покрајине је уједно и део међународне границе између Руске Федерације и дефакто независне Републике Апхазије (односно Републике Грузије која Апхазију сматра делом своје територије). Са површином од 75.485 км² налази се на 41. месту.
Према проценама националне статистичке службе за 2018. на подручју Краснодарске покрајине живело је 5.600.893 становника или у просеку 74,20 ст/км², и по том параметру ово је треће најнасељеније подручје у Русији, одмах иза Москве и Московске области. Према статистичким подацима из исте године тек нешто више од половине укупне популације покрајине живи у градским центрима. Главни и највећи град покрајине је Краснодар са око 1 120 000 становника, а више од сто хиљада становника имају и градови Сочи (411.000), Новоросијск (270.000) и Армавир. Град Сочи је 2014. био домаћин Зимских олимпијских игара. Покрајина је административно подељена на 37 другостепених општинских рејона (рус. муниципальные районы) и на 7 градских округа (рус. городские округа).
Као административна јединица Совјетског Савеза Краснодарска покрајина је основана 13. септембра 1937. од делова дотадашње Азовско-црноморске покрајине. Туризам је једна од најважнијих привредних делатности у покрајини, и то купалишни туризам у приморском подручју и зимски у унутрашњости на планинском подручју. Најважнији туристички центри су Сочи, Геленџик и Анапа. Новоросијск је једна од најважнијих руских поморских лука, а у покрајини су стациониране луке руске црноморске флоте

## Етимологија
Покрајина носи име по административном центру Краснодару. Град је основан 1793. године и до 1920. се звао Јекатиринодар, што би значило „Јекатеринин поклон” (по царици Катарини, за чије владавине је основан град). Доласком комуниста на власт у Русији, име града је промењено у красно, што значи „црвен” и дар — „поклон”, што би за име града значило „Црвени поклон”.

## Географија
Краснодарска Покрајина се налази на крајњем југозападу Руске Федерације, односно у јужном и западном делу географске регије Северног Кавказа и припада Јужном федералном округу. Покрајина обухвата територију површине 75.485 км², што чини 0,44% од укупне површине Русије, и по том параметру Краснодарска Покрајина се налази на 41. месту међу 85 субјеката Федерације. Око 5,11% покрајинске територије отпада на унутрашње воде. Покрајинска територија је прилично компактна целина, па је тако максимална дужина у правцу север-југ 327 километара, односно у смеру запад-исток око 360 километара.
Покрајина се на северу граничи са Ростовском облашћу, на истоку је Ставропољска Покрајина, а на југоистоку Карачајево-Черкеска Република. Јужни део покрајинске границе уз реку Псоу уједно је и међународна граница између Руске Федерације и Републике Апхазије коју Русија признаје као независну земљу (Грузија Апхазију сматра покрајином у свом саставу). Уски Керчки пролаз, у најужем делу ширине око 4,5 км, раздваја Краснодарску Покрајину од Кримског полуострва, односно од руске Републике Крим. Унутар јужног дела покрајинске територије у виду енклаве сместила се руска аутономна Република Адигеја. На западу и северозападу Краснодарска Покрајина излази на обале Црног, односно Азовског мора, а укупна дужина морске обале је 740 километара. Укупна дужина копнених граница покрајине је око 800 километара. Покрајинска територија је 45. паралелом подељена на две готово једнаке половине.

### Рељеф
Река Кубањ која тече преко централних делова Краснодарске Покрајине у смеру исток-запад дели покрајину на две главне географске регије, равничарску на северу и планинску на југу. Северни, равничарски, део покрајине који чини 2/3 њене укупне територије обухвата подручје простране Кубањско-приазовске низије која је део знатно пространије Понтијско-каспијске степе која се протеже све од Румуније до Урала. Кубањско-приазовска низија представља пространу, ниску и плављењу подложну алувијалну раван спуштену између Азовског мора и долине Кубања. Низија је благо нагнута у правцу северозапада и постепено се спушта идући ка Азовској обали. Највиша тачка низије лежи на надморској висини од 156 метара. Уз леву обалу Кубања простире се Прикубањска равница, терасаста алувијална раван јако рашчлањена дубоким речним долинама и са јако израженим терасама чије висине достижу и до 200 метра. Најнижи део покрајинске територије налази се на крајњем западу, на Таманском полуострву, где се река Кубањ улива у Азовско море пространим делтастим ушћем. Таманско полуострво је специфично по својим активним и угашеним блатним вулканима којих на полуострву има око тридесетак. Највећи међу њима је Голубички блатни вулкан, пречника око стотињак метара и висине до 2 метра. На северу је Јејско полуострво.
Јужним деловима покрајине доминира планински рељеф који чини северна подгорина Великог Кавказа и Кавказ. Највиши делови покрајине налазе се уз границу са Апхазијом, а највиши врх је планина Цахвоа са висином од 3.345 метара. Преко три хиљаде метара висине имају и планине Агепста и Псеашхо (оба врха са висином од 3.256 м). Уз границу са Адигејом је и планина Велики Тхач чији највиши врх лежи на надморској висини од 2.369 метара. На планини Фишт (2.867 м) налази се најзападнији глечер Великог Кавказа. Источни делови покрајине налазе се у подгорини Ставропољског побрђа са просечним надморским висинама од око 300 метара.

### Хидрографске карактеристике
Хидрографска слика Краснодарске Покрајине је изразито богата и разноврсна. Најважнија река у покрајини је Кубањ која тече централним делом Краснодарске Покрајине у смеру исток-запад у у дужини од 662 километра (од укупних 870 км). Кубањ се улива у Азовско море пространом и доста замочвареном речном делтом површине око 4.300 км², а која почиње на 116. км њеног тока узводно од ушћа. Дужина обалне линије у подручју делте је 280 км, од чега је око 160 км Азовска, а преосталих 120 километара Црноморска обала. На тај начин Кубањ је јединствена река у свету која се улива у два мора. Укупан проток Кубања на ушћу је 11 км³ на годишњем нивоу. Све најважније притоке на подручју Краснодарског краја у Кубањ се уливају на његовој левој обали, а најзначајније међу њима су Уруп (231 км), Лаба (347 км), Белаја (273 км), Пшиш, Псекупс, Апчас, Афипс и Адагум. На централном делу тока Кубања налази се вештачко Краснодарско језеро површине 420 км².
Реке у северном, низијском делу покрајине имају типичан равничарски карактер и припадају Азовском сливу. Највеће међу њима су Јеја (311 км) са притокама Кугојејом и Сосиком, Бејсуг (243 км), Кирпили (202 км) и Челбас (288 км). Реке које отичу директно ка Црном мору су знатно краћих токова, а највеће међу њима су Мзимта (89 км), Шахе (59 км), Псоу (53 км) и Сочи (45 км).
Широм покрајине се налазе бројна мања језера, углавном крашког или глацијалног порекла, док се уз Азовску обалу налазе бројна слана лиманска језера. Укупна површина Кубањских лимана (рус. Кубанские лиманы) је око 1.300 км², а највећи међу њима је Бејсушки лиман површине 272 км². Од осталих језера издвајају се Абрау, смештено на истоименом полуострву свега неколико километара од црноморске обале, Ханско језеро, језеро Кардивач и друга.
На територији Краснодарске Покрајине налази се и велики Азовско-кубањски слатководни басен на чијем подручју се налазе значајнији извори термоминералних вода.
Азовска обала је доста ниска, замочварена, пространа и јако разуђена, док је црноморска обала знатно ужа и у њеном непосредном залеђу налазе се високи планински врхунци Великог Кавказа који је попут зидова штите од продора хладних ветрова из унутрашњости. Црноморска обала Русије протеже се од границе са Апхазијом и Адлера на југу до Таманског полуострва на северу.
- Река Мзимта
- Детаљ са Црноморске обале
- Голубички блатни вулкан
- Планина Псеашхо
- Богатирска пећина

### Временска зона
Целокупна територија Краснодарске Покрајине налази се у временској зони која се по међународним стандардима за мерење времена означава као Московско време, односно Moscow Time Zone (MSK/MSD). У односу на координисано универзално време Московско време има вредност од УТЦ+3. Иако се подручје на крајњем западу покрајине, од Анапе до Керчког мореуза географски налази у временској зони UTC+2 и тај део се због своје мале површине из практичних разлога налази у истој временској зони као и остатак покрајине.

## Демографија
Према подацима националне статистичке службе Руске Федерације за 2017. на територији Краснодарске покрајине живело је 5.570.945 становника, односно у просеку 73,80 становника по квадратном километру. Краснодарски крај је по броју становника треће најнасељеније подручје на територији Федерације, одмах после града Москве и Московске области. Процентуални удео градске популације у укупној популацији Покрајине доста је нижи у односу на национални просек и износи око 54,6% (национални просек је 74,27%). Краснодарска покрајина је један од ретких субјеката Руске Федерације који бележи константан раст популације, а један од најважнијих разлога популационог раста су и економске миграције из суседних слабије развијених подручја, те из Украјине, Јерменије и Грузије.
| 1897.     | 1926.     | 1939.     | 1959.      | 1970.      | 1979.      | 1989.      | 2002.     | 2010.     | 2017.     | 2019.     |
| --------- | --------- | --------- | ---------- | ---------- | ---------- | ---------- | --------- | --------- | --------- | --------- |
| 1.918.881 | 2.934.000 | 2.889.000 | 3.762.499* | 4.509.807* | 4.814.835* | 5.113.148* | 5.125.221 | 5.226.647 | 5.570.945 | 5.648.235 |

Напомена: На пописима у периоду између 1959. и 1990. у укупну бројку становника у Покрајини урачунати су и становници тадашње Адигејске аутономне области (данас Република Адигеја) која се налазила у саставу Краснодарског краја.
Иако на територији Краснодарског краја живе бројне етничке заједнице, основу популације у Покрајини чине етнички Руси чији је удео у укупној популацији нешто испод 90%. Занимљиво је да је значајан део рускојезичне популације, посебно у северним и западним деловима, украјинског порекла, односно реч је о руским Козацима досељеним на ово подручје током последња три века. Најбројнији мањински народ су Јермени који углавном насељавају јужне делове Покрајине, те Украјинци насељени у северним и приобалним регионима.
| Народ                 | Попис 1939.        | Попис 2002.        | Попис 2010.        |
| --------------------- | ------------------ | ------------------ | ------------------ |
| Руси                  | 2.754.027 (86,80%) | 4.436.272 (86,78%) | 4.522.962 (88,25%) |
| − од тога Козаци      | —                  | 17.500 (0,3%)      | 5.300 (0,1%)       |
| Јермени               | 60.501 (1,90%)     | 274.566 (5,37%)    | 281.680 (5,50%)    |
| Украјинци             | 149.874 (4,72%)    | 131.774 (2,58%)    | 83.746 (1,63%)     |
| Грци                  | 42.568 (1,34%)     | 26.540 (0,52%)     | 22.595 (0,44%)     |
| Белоруси              | —                  | 26.260 (0,51%)     | 16.890 (0,33%)     |
| Татари                | —                  | 25.589 (0,50%)     | 24.840 (0,48%)     |
| Грузини               | —                  | 20.500 (0,40%)     | 17.826 (0,35%)     |
| Немци                 | 34.287 (1,028%)    | 18.469 (0,36%)     | 12.171 (0,24%)     |
| Адигејци              | 64.177 (2,02%)     | 15.821 (0,31%)     | 13.834 (0,27%)     |
| Турци                 | —                  | 13.496 (0,26%)     | 8.527 (0,17%)      |
| Азери                 | —                  | 11.944 (0,23%)     | 10.165 (0,20%)     |
| Роми                  | —                  | 10.873 (0,21%)     | 12.920 (0,25%)     |
| Курди                 | —                  | 5.022 (0,10%)      | 5.899 (0,12%)      |
| Черкези               | —                  | 4.446 (0,09%)      | 5.258 (0,10%)      |
| Молдавци              | —                  | 6.537 (0,13%)      | 5.258 (0,10%)      |
| Осетини               | —                  | 4.133 (0,08%)      | 4.537 (0,09%)      |
| неопредељени и остали | 67.240 (2,11%)     | 21.656 (0,43%)     | 110.852 (2,12%)    |

На територији Краснодарске покрајине постоји укупно 26 званичних градова, од чега су њих 15 градови покрајинске субординације, 12 полуурбаних варошица (рус. посёлков городского типа) и 1.725 сеоских насеља (села, засеоци, станице). Главни и највећи град Покрајине је Краснодар (880.000), а више од сто хиљада становника имају још и градови Сочи (411.500), Новоросијск (271.000) и Армавир (191.000).
| 1.  | Краснодар ()           | 881.476 | 13. | Кримск ()         | 57.254 |
| 2.  | Сочи ()                | 411.524 | 14. | Тимашјовск ()     | 52.527 |
| 3.  | Новоросијск ()         | 270.774 | 15. | Белореченск ()    | 52.264 |
| 4.  | Армавир ()             | 190.871 | 16. | Кургањинск ()     | 48.964 |
| 5.  | Јејск ()               | 84.259  | 17. | Каневскаја ()     | 44.386 |
| 6.  | Кропоткин ()           | 79.152  | 18. | Уст-Лабинск ()    | 41.348 |
| 7.  | Анапа ()               | 75.375  | 19. | Кореновск ()      | 41.823 |
| 8.  | Славјанск на Кубану () | 66.014  | 20. | Апшеронск ()      | 40.239 |
| 9.  | Геленџик ()            | 74.887  | 21. | Темрјук ()        | 40.108 |
| 10. | Туапсе ()              | 62.841  | 22. | Лењинградскаја () | 36.940 |
| 11. | Лабинск ()             | 60.889  | 23. | Абинск ()         | 37.749 |
| 12. | Тихорецк ()            | 58.982  | 24. | Новокубанск ()    | 35.437 |

## Административна подела
Према закону Краснодарског краја од 2009. године „О административно-територијалном устројству покрајине”, Краснодарски крај је административно подељен на 37 општинских рејона и седам градских округа. Рејони, односно градски окрузи, даље су подељени на нижестепене општинске јединице којих је према подацима из јануара 2016. укупно било 389. Од укупно 26 званичних градова у покрајини, њих 15 је са статусом покрајинске субординације, а на целој територији покрајине налазило се укупно 1.717 насељених места.
| № на карти                                         | Назив админ. јединице | ОКАТО код | Становника | Админ. центар       |
| -------------------------------------------------- | --------------------- | --------- | ---------- | ------------------- |
| Градови покрајинске субординације и градски окрузи |                       |           |            |                     |
| I                                                  | Краснодарски ГО       | 03401     | 972.952    | Краснодар           |
| II                                                 | Анапски ГО            | 03403     | 186.127    | Анапа               |
| III                                                | Армавирски ГО         | 03405     | 209.405    | Армавир             |
| IV                                                 | Белореченск           | 03406     | 52.264     | Белореченск         |
| V                                                  | Геленџички ГО         | 03408     | 115.464    | Геленџик            |
| VI                                                 | Горјачкокључки ГО     | 03409     | 65.045     | Горјачи Кључ        |
| VII                                                | Јејск                 | 03411     | 84.259     | Јејск               |
| VIII                                               | Кропоткин             | 03414     | 79.152     | Кропоткин           |
| IX                                                 | Кримск                | 03415     | 57.254     | Кримск              |
| X                                                  | Лабинск               | 03417     | 60.889     | Лабинск             |
| XI                                                 | Новоросијски ГО       | 03420     | 330.504    | Новоросијск         |
| XII                                                | Славјанск на Кубану   | 03423     | 66.014     | Славјанск на Кубану |
| XIII                                               | Сочински ГО           | 03426     | 492.601    | Сочи                |
| XIV                                                | Тихорецк              | 03429     | 58.982     | Тихорецк            |
| XV                                                 | Туапсе                | 03432     | 62.841     | Туапсе              |
| Општински рејони                                   |                       |           |            |                     |
| 1                                                  | Абински               | 03201     | 96.854     | Абинск              |
| 2                                                  | Апшеронски            | 03205     | 101.303    | Апшеронск           |
| 3                                                  | Белоглински           | 03207     | 30.570     | Бела Глина          |
| 4                                                  | Белоречењски          | 03208     | 108.729    | Белореченск         |
| 5                                                  | Брјуховечки           | 03210     | 50.907     | Брјуховецкаја       |
| 6                                                  | Виселковски           | 03212     | 59.239     | Виселки             |
| 7                                                  | Гуљкевичски           | 03213     | 99.202     | Гуљкевичи           |
| 8                                                  | Дински                | 03214     | 141.442    | Динскаја            |
| 9                                                  | Јејски                | 03216     | 135.483    | Јејск               |
| 10                                                 | Кавкаски              | 03218     | 123.096    | Кропоткин           |
| 11                                                 | Калињински            | 03219     | 51.135     | Калињинскаја        |
| 12                                                 | Каневски              | 03220     | 103.713    | Каневскаја          |
| 13                                                 | Кореновски            | 03221     | 86.480     | Кореновск           |
| 14                                                 | Красноармејски        | 03223     | 104.756    | Полтавскаја         |
| 15                                                 | Криловски             | 03224     | 35.933     | Криловскаја         |
| 16                                                 | Кримски               | 03225     | 133.659    | Кримск              |
| 17                                                 | Кургањински           | 03227     | 105.464    | Кургањинск          |
| 18                                                 | Кушчјовски            | 03228     | 65.836     | Кушчјовскаја        |
| 19                                                 | Лабински              | 03230     | 98.545     | Лабинск             |
| 20                                                 | Лењинградски          | 03232     | 63.735     | Лењинградскаја      |
| 21                                                 | Мостовски             | 03233     | 70.468     | Мостовској          |
| 22                                                 | Новокубански          | 03234     | 87.332     | Новокубанск         |
| 23                                                 | Новопокровски         | 03235     | 42.901     | Новопокровскаја     |
| 24                                                 | Отрадњенски           | 03237     | 64.014     | Отраднаја           |
| 25                                                 | Павловски             | 03239     | 66.892     | Павловскаја         |
| 26                                                 | Приморско-Ахтарски    | 03241     | 59.425     | Приморско-Ахтарск   |
| 27                                                 | Северски              | 03243     | 118.973    | Северскаја          |
| 28                                                 | Славјански            | 03245     | 132.468    | Славјанск на Кубану |
| 29                                                 | Староминшки           | 03247     | 40.877     | Староминскаја       |
| 30                                                 | Тбилишки              | 03249     | 48.692     | Тбилискаја          |
| 31                                                 | Темрјучки             | 03251     | 124.077    | Темрјук             |
| 32                                                 | Тимашјовски           | 03253     | 111.544    | Тимашјовск          |
| 33                                                 | Тихоречки             | 03254     | 118.302    | Тихорецк            |
| 34                                                 | Туапсинский           | 03255     | 130.272    | Туапсе              |
| 35                                                 | Успењски              | 03256     | 40.807     | Успенскоје          |
| 36                                                 | Устлабински           | 03257     | 109.617    | Уст-Лабинск         |
| 37                                                 | Шчербиновски          | 03259     | 36.109     | Старошчербиновскаја |